# Schulmädchen-Report. 9. Teil: Reifeprüfung vor dem Abitur
Schulmädchen-Report 9. Teil: Reifeprüfung vor dem Abitur ist ein deutscher Sexfilm aus dem Jahre 1975. Er gehört zum Genre der Report-Filme und ist der neunte Teil der erfolgreichen Schulmädchen-Report-Reihe. Der Film kann als Pseudo-Dokumentarfilm angesehen werden.

## Handlung
Der Film handelt von zwei Gruppen betrunkener Jugendlicher, die eine Party verlassen, sich an einem Autorennen mit hoher Geschwindigkeit beteiligen und dabei vorhersehbar einen Unfall verursachen. Während ihrer Ermittlungen analysiert die Polizei die Geschichte von mehreren Teenagern, die an dem Unfall beteiligt waren.

## Kritik
„Die serienüblichen Episoden aus dem ‚höheren‘ Schülermilieu: Lesbische Beziehungen, Exhibitionismus, Klamauk und unvermutete Anspielungen auf Arbeitslosigkeit und das Wiedererstarken autoritärer Erziehung.“